# Буртаки
Буртаки — деревня в Талдомском районе Московской области России, входит в состав сельского поселения Ермолинское. Население — 1 чел. (2010).

## География
Деревня расположена на севере Московской области, в северо-восточной части Талдомского района, примерно в 10,5 км к востоку от центра города Талдома, на берегу впадающей в Хотчу реки Костинки. Ближайшие населённые пункты — деревни Ельцыново, Лютиково и Терехово.

## Население
| 1859 | 1888 | 1926 | 2002 | 2006 | 2010 |
| ---- | ---- | ---- | ---- | ---- | ---- |
| 304  | ↘227 | ↗275 | ↘3   | ↗4   | ↘1   |

## История
В «Списке населённых мест» 1862 года — владельческая деревня 2-го стана Калязинского уезда Тверской губернии по левую сторону Дмитровского тракта, в 61 версте от уездного города и 9 верстах от становой квартиры, при колодце, с 46 дворами, заводом и 304 жителями (148 мужчин, 156 женщин).
По данным 1888 года входила в состав Семёновской волости Калязинского уезда, проживало 227 человек (98 мужчин, 129 женщин).
По материалам Всесоюзной переписи населения 1926 года — деревня Дмитровского сельского совета Семёновской волости Ленинского уезда Московской губернии, в 8,5 км от Кашинского шоссе и 8,5 км от станции Талдом Савёловской дороги, проживало 275 жителей (128 мужчин, 147 женщин), насчитывалось 58 хозяйств, среди которых 53 крестьянских, имелись библиотека, изба-читальня и школа 1-й ступени.
С 1929 года — населённый пункт в составе Ленинского района Кимрского округа Московской области.
Постановлением ЦИК и СНК от 23 июля 1930 года округа как административно-территориальные единицы были ликвидированы. Постановлением Президиума ВЦИК от 27 декабря 1930 года городу Ленинску было возвращено историческое наименование Талдом, а район был переименован в Талдомский.
1959—1963, 1965—1994 гг. — деревня Ермолинского сельсовета Талдомского района.
1963—1965 гг. — деревня Ермолинского сельсовета Дмитровского укрупнённого сельского района.
1994—2006 гг. — деревня Ермолинского сельского округа Талдомского района.
С 2006 г. — деревня сельского поселения Ермолинское Талдомского муниципального района Московской области.